# 麻生城
麻生城（あそうじょう）は、愛知県岡崎市桜形町にあった日本の城（山城）。
松平家宗家第四代松平親忠及び、親忠の九男で滝脇松平家初代の松平乗清により城主天野景孝が敗れた後は麻生松平家の本拠となった。徳川家康の関東移封に伴い、 天正18年（1580年）に廃城となっている。滝脇松平家時代の主な城主は松平正忠など。

## 記録
18世紀に編まれた『三河国二葉松』に「麻生村古屋鋪、親氏公時代麻生内蔵助天野弥九郎中山七名領主倉橋太郎左衛門モ住松平助十郎」と書き残されている。また、松平親氏時代に、麻生内蔵助、後に天野弥九郎隆正、天野源太郎貞氏、倉橋太郎左衛門重忠らが居住したともいう。